# لائورا سامویوویچ
لائورا سامویوویچ (لهستانی: Laura Samojłowicz؛ زادهٔ ۱۴ فوریهٔ ۱۹۸۵) بازیگر و خواننده اهل لهستان است.
از فیلم‌ها یا مجموعه‌های تلویزیونی که وی در آن‌ها نقش داشته‌است، می‌توان به خانواده جایگزین، هتل ۵۲، ع چون عشق و آدم‌کشی اشاره نمود.